# مقاطعة صالح أباد
مقاطعة صالح أباد (بالفارسية: شهرستان صالح‌آباد) هي إحدى مقاطعات محافظة خراسان الرضوية في إيران. كان عدد سكان المقاطعة سنة 2016 حوالي 43,426 نسمة.